# ميخائيل غلاك
ميخائيل غلاك (بالإنجليزية: Piano Squall) هو موسيقي وعازف بيانو أمريكي، ولد في 8 مارس 1983 في هوليوود في الولايات المتحدة.

## وصلات خارجية
- ميخائيل غلاك على موقع ميوزك برينز (الإنجليزية)
- ميخائيل غلاك على موقع ميوزك برينز (الإنجليزية)
- ميخائيل غلاك على موقع أول ميوزيك (الإنجليزية)
- ميخائيل غلاك على موقع ديسكوغز (الإنجليزية)